# Perception (álbum)
Perception es el tercer álbum de estudio del rapero estadounidense NF, lanzado el 6 de octubre de 2017, por Capitol y Caroline. El álbum fue producido en su totalidad por los productores estadounidenses Tommee Profitt y David García, y presenta una actuación invitada del cantante estadounidense Ruelle . El álbum alcanzó el número 1 en el Billboard 200 . En su mayoría, el álbum trata temas íntimos como la salud mental o el amor a su esposa.

## Recepción
Perception recibió al álbum 4 de 5 estrellas, diciendo 'La madurez y la experimentación musical crece en la percepción , sin embargo, el dinamismo y la autenticidad se mantienen firmemente en su lugar'.
Neil Z. Yeung de AllMusic dio el álbum 3.5 de 5, describiendo el álbum como una "escucha pesada y seria" y describió las letras de NF como "continuamente absorbentes".

## Lista de canciones
| N.º | Título                      | Escritor(es) | Producer(s) | Duración |  |
| 1.  | «Intro III»                 |              |             | 4:28     |  |
| 2.  | «Outcast»                   |              |             | 5:25     |  |
| 3.  | «10 Feet Down» (con Ruelle) |              |             | 3:37     |  |
| 4.  | «Green Lights»              |              |             | 3:01     |  |
| 5.  | «Dreams»                    |              |             | 3:41     |  |
| 6.  | «Let You Down»              |              |             | 3:32     |  |
| 7.  | «Destiny»                   |              |             | 3:59     |  |
| 8.  | «My Life»                   |              |             | 3:35     |  |
| 9.  | «You're Special»            |              |             | 5:12     |  |
| 10. | «If You Want Love»          |              |             | 3:19     |  |
| 11. | «Remember This»             |              |             | 4:00     |  |
| 12. | «Know»                      |              |             | 3:58     |  |
| 13. | «Lie»                       |              |             | 3:29     |  |
| 14. | «3 A.M.»                    |              |             | 3:38     |  |
| 15. | «One Hundred»               |              |             | 3:12     |  |
| 16. | «Outro»                     |              |             | 3:32     |  |

## Posicionamiento en listas
| Lista (2017–18)                         | Posicionamiento |
| --------------------------------------- | --------------- |
| Australia Albums (ARIA)                 | 73              |
| Bélgica (Ultratop flamenca)             | 108             |
| Canadá (Billboard Canadian Albums)      | 14              |
| Dinamarca (Hitlisten)                   | 10              |
| Países Bajos (Album Top 100)            | 82              |
| Finlandia (Suomen Virallinen Lista)     | 22              |
| New Zealand Heatseeker Albums (RMNZ)    | 1               |
| Noruega (VG-lista)                      | 10              |
| Swedish Albums (Sverigetopplistan)      | 22              |
| US Billboard 200                        | 1               |
| Estados Unidos (Independent Albums)     | 1               |
| Estados Unidos (Top R&B/Hip-Hop Albums) | 1               |